# Linea continua
Linea continua è stato un programma televisivo italiano, andato in onda il martedì in prima serata su Rete 4 in dodici puntate, dal 27 novembre 1990 al 26 febbraio 1991, oltre che con una striscia quotidiana.

## Il programma
Il programma era nato come risposta Fininvest a due celebri programmi giornalistici di successo trasmessi da Rai 3: Telefono giallo, condotto da Corrado Augias, e Chi l'ha visto?, all'epoca condotto da Donatella Raffai e Luigi Di Majo, con i quali condivideva l'autore-ideatore, Lio Beghin.
La stessa scenografia del programma era molto simile a quella usata nelle prime due edizioni di Telefono giallo.
La trasmissione, dedicata alla ricerca di persone scomparse e ai misteri italiani rimasti insoluti, era condotta da Rita dalla Chiesa ed Andrea Barberi.
Il programma venne sospeso a causa dei bassi ascolti registrati: si rilevò infatti una media di un milione e 300.000 spettatori, con punte negative ben al di sotto del milione.